# Urvillea venezuelensis
Urvillea venezuelensis là một loài thực vật có hoa trong họ Bồ hòn. Loài này được Ferrucci mô tả khoa học đầu tiên năm 2006.